# Mały Donimierz
Mały Donimierz (kaszb. Môłi Dôłmiérz) – część wsi Donimierz w Polsce, położona w województwie pomorskim, w powiecie wejherowskim, w gminie Szemud.
W latach 1975–1998 Mały Donimierz administracyjnie należał do województwa gdańskiego.